# 重庆市第十一中学校
重庆市第十一中学校简称重庆十一中，是一所重庆市的重点中学，创建于1912年，校址位于南岸区弹子石，占地300余亩。学校前身为“精益中学”（1912年）和“文德女中”（1914年），1952年两校合并更名为“文益中学”，1953年命名为“重庆市第十一中学校”。2018年11月，学校增挂中国科学院大学重庆学院附属科技中学。

## 历史

### 精益中学
1912年（民国元年），基督教英美会在南岸弹子石正街租仰房屋（即今南学岸区人民银行宿舍）创办华英小学，校长为加拿大籍万鹏里，学生六十多人，全校共两个班级。
1926年（民国十五年），学校更名为私立重庆中学。
1936年（民国二十五年），学校更名为私立精益中学。
1943年（民国三十二年），精益中学女生部合并到文德女中，精益中学仅设男生部。

### 文德女子中学
1921年（民国十年），基督教加拿大英美女布道会四川分会在重庆打铁街（今筷子街）创办私立英美女子小学。
1926年（民国十五年），学校正名为“私立文德女子初级中学校”，分设中学和小学两部。
1939年（民国二十八年）1月，因重庆大轰炸事件，学校迁到南岸弹子石龙井湾，并向精益中学借用部分校舍。
1943年（民国三十二年），精益中学女生部合并到文德女中；同年，学校增设高中部。

### 两校合并
1952年2月3日，文德女子中学与精益中学合并，命名为文益中学。
1952年10月，学校由重庆市教育局接办，改为公办。
1953年5月1日，学校更名为“重庆市第十一中学校”。
1978年，学校被南岸区教育局确定为区属重点中学。
1982年，学校被四川省教育厅列为首批省属重点中学之一。
1998年，学校成为重庆市首批确认的38所重点中学之一。
2017年1月，中国人民解放军海军授予学校西部片区唯一的一所“海军青少年航空学校”称号。
2018年11月23日，学校正式挂牌中国科学院大学重庆学院附属科技中学。

## 校区
本部（老校区）：位于重庆市南岸区弹子石。
CBD校区（金科学校）：位于重庆市南岸区腾黄路。

## 班级
自重庆市实施“3+1+2”的新高考政策后，学校在高一下学期根据学生意愿并参考成绩进行选科分班。一般情况下，班级分为：海航班、国科大实验班、实验班、平行班、国际班等，班级总数在20上下。海军航空实验班共2个，需要体检，中考后录取，几乎不可转入。海航班必选物理，正式学生全部为男生。

## 知名校友
王良：原红四军军长。
丁雪松：新中国第一位驻外女大使。作曲家郑律成之妻。中共八大、十二大代表，第四、五届全国人大代表，第六、七届全国政协委员。
陈家全：中国田径国家队前教练，首次将100米跑中国纪录提高到10秒。
卢佩章：中国科学院院士，中国科学院大连化学物理研究所研究员，中国色谱学会名誉理事长。

## 外部連結
- （简体中文） 重庆市第十一中学校官方网站 （页面存档备份，存于）